# جواز سفر سلفادوري
جواز سفر سلفادوري وثيقة رسمية تصدر لمواطني السلفادور، للسفر الدولي. اعتبارًا من 1 يونيو 2021 كان مواطنو السلفادوريون يتمتعون بإمكانية الدخول بدون تأشيرة أو بدون تأشيرة إلى 134 دولة وإقليم، مما جعل جواز السفر السلفادوري يحتل المرتبة 37 من حيث حرية السفر وفقًا لمؤشر هينلي لجوازات السفر.

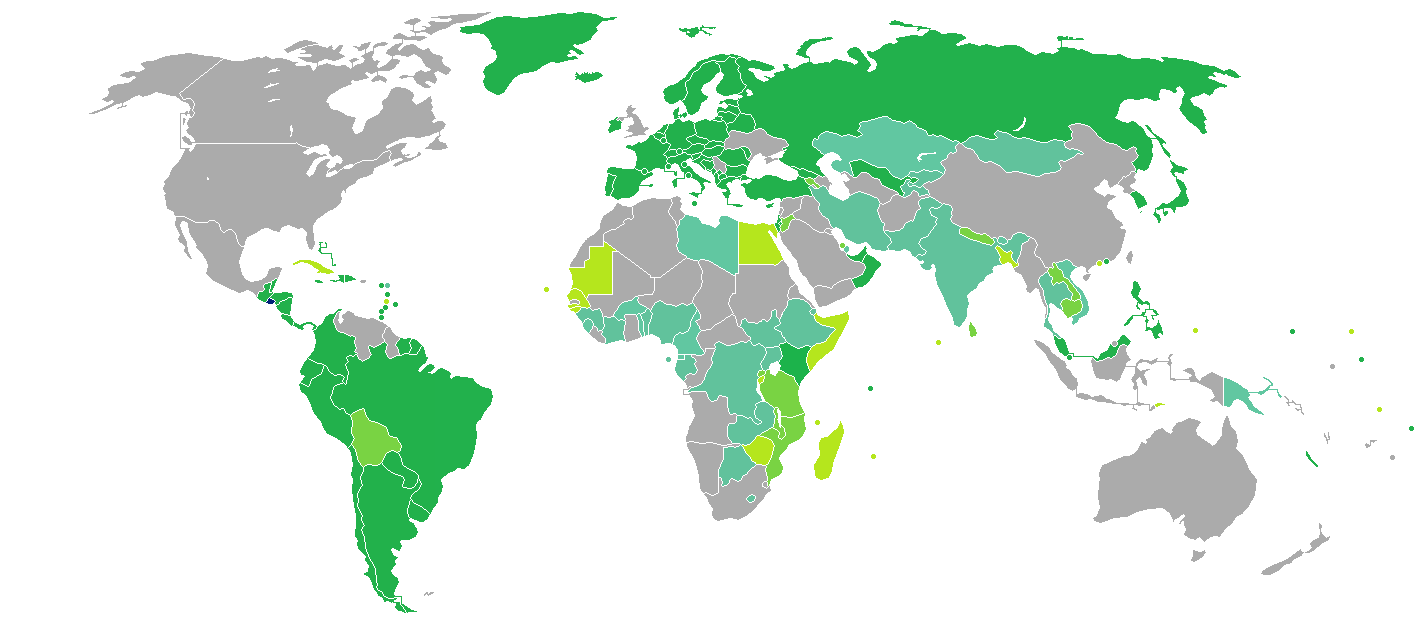
البلدان والأقاليم التي لا تفرض تأشيرة أو تطلب تأشيرة دخول عند الوصول للجهة، لحاملي جوازات السفر السلفادورية العادية.

## المعلومات
- نوع الجواز
- رمز البلد
- رقم الجواز
- الاسم
- الجنسية
- تاريخ الولادة
- الجنس
- مكان الولادة
- تاريخ الإصدار
- تاريخ الانتهاء

## روابط خارجية
- Ministry of Foreign Affairs of El Salvador